# Phymanthus muscosus
Phymanthus muscosus är en havsanemonart som beskrevs av Alfred Cort Haddon och Shackleton 1893. Phymanthus muscosus ingår i släktet Phymanthus och familjen Phymanthidae. Inga underarter finns listade i Catalogue of Life.